# Coppa LVA Social
La Coppa LVA Social fu una competizione pallavolistica argentina, organizzata dall'ACLAV.

## Formula
Prevede la partecipazione dei due club con meno sanzioni disciplinari nella prima parte (weekend 7) della Liga Argentina de Voleibol. La formazione vincitrice riceve un premio in denaro da destinare a un'azione di utilità sociale.

## Albo d'oro
| Edizione      | Edizione    |  | Podio    | Podio     | Podio       |
| Anno          | Sede Finale |  | Campione | Risultato | Finalista   |
| ------------- | ----------- |  | -------- | --------- | ----------- |
| 2019 Dettagli | Morón       |  | Ciudad   | 3 - 2     | River Plate |

## Palmarès
| Squadre | Titoli | Stagioni |
| ------- | ------ | -------- |
| Ciudad  | 1      | 2019     |